# Liste der Fließgewässer im Flusssystem Gersprenz

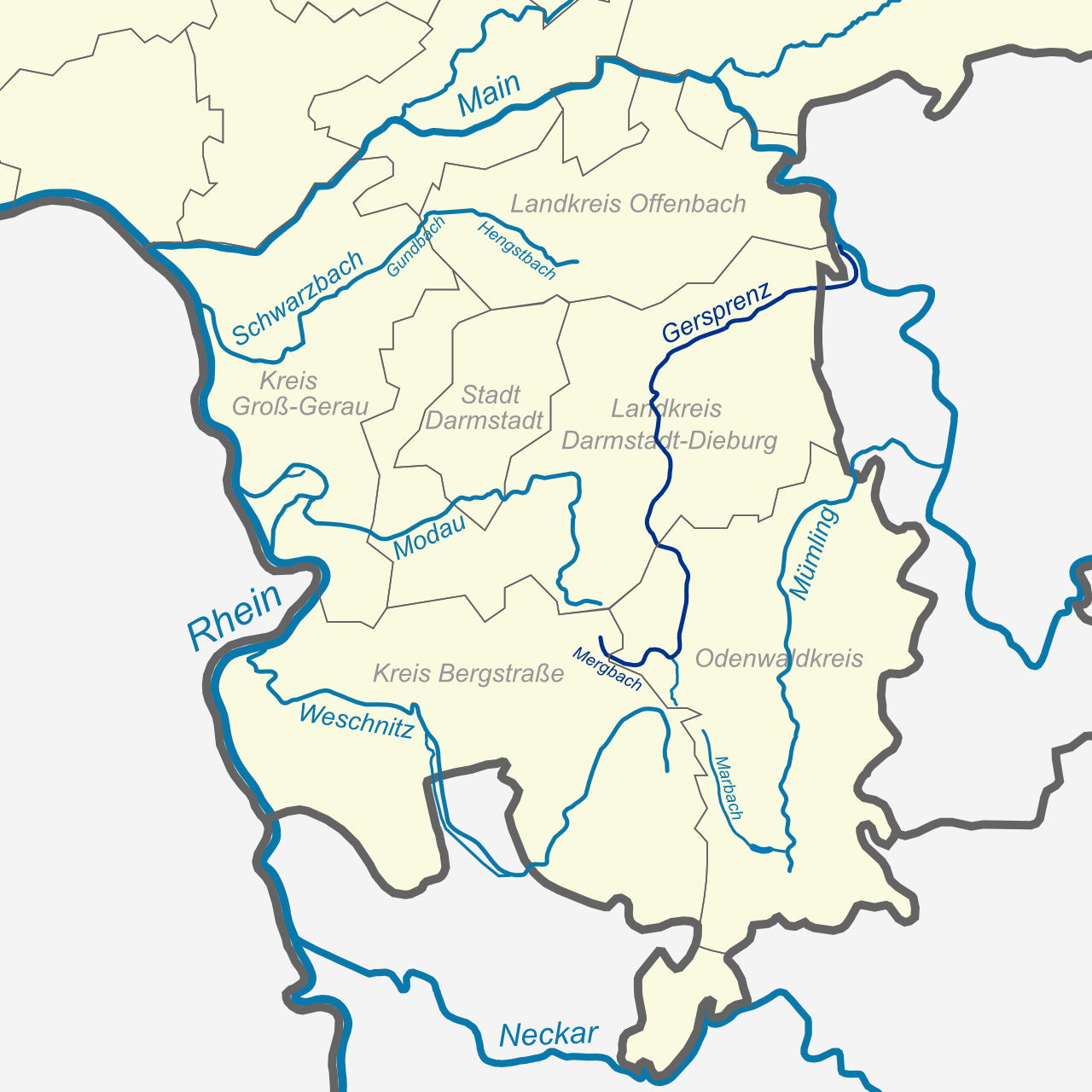
Verlauf der Gersprenz

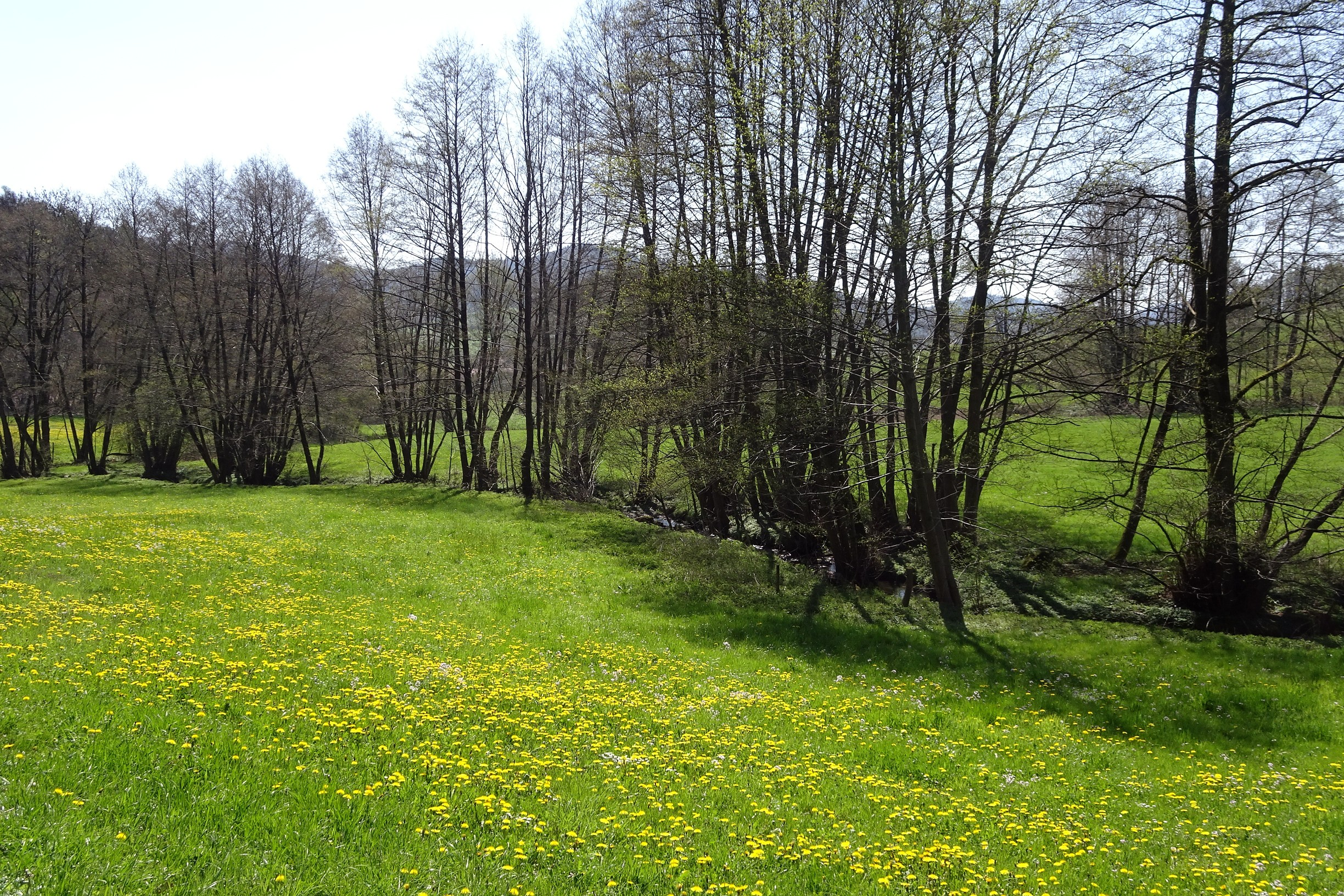
Mergbach zwischen Gumpen und Gesäß (2021)

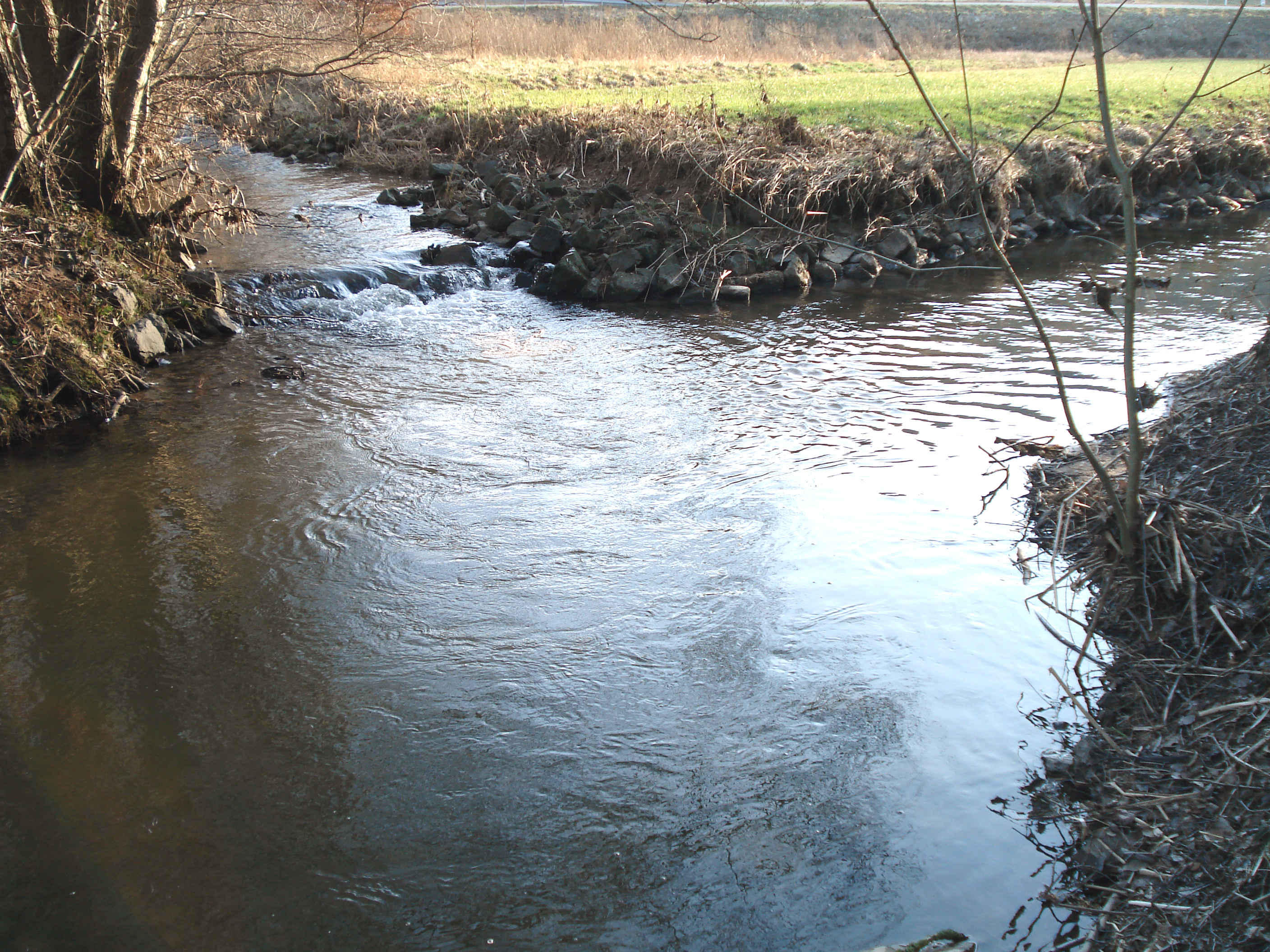
Zusammenfluss von Osterbach (links) und Mergbach (rechts) zur Gersprenz

Die Liste der Fließgewässer im Flusssystem Gersprenz umfasst alle direkten und indirekten Zuflüsse der Gersprenz, soweit sie namentlich auf der Topographischen Karte 1:25 000 Hessen (DK 25), im Kartenwerk des Stadtplandienstes der Euro-Cities AG oder im Kartenservicesystem des Hessischen Landesamts für Naturschutz, Umwelt und Geologie (HLNUG) WRRL in Hessen aufgeführt werden. Andere Quellwerke werden separat in den Einzelnachweisen dokumentiert. Namenlose Zuläufe und Abzweigungen werden nicht berücksichtigt. Wenn sich der Gewässername nach dem Zusammenfluss zweier Gewässerabschnitte ändert, werden die beiden Zuflüsse als Quellzuflüsse separat angeführt, ansonsten erscheint der Teilbereichsname in Klammern. Die Längenangaben werden auf eine Nachkommastelle gerundet. Die Fließgewässer werden jeweils flussabwärts aufgeführt. Die orografische Richtungsangabe bezieht sich auf das direkt übergeordnete Gewässer.

## Gersprenz
Die Gersprenz ist ein 51,3 km (mit Mergbach 62,2 km) langer linker Zufluss des Mains in Hessen.

## Zuflüsse

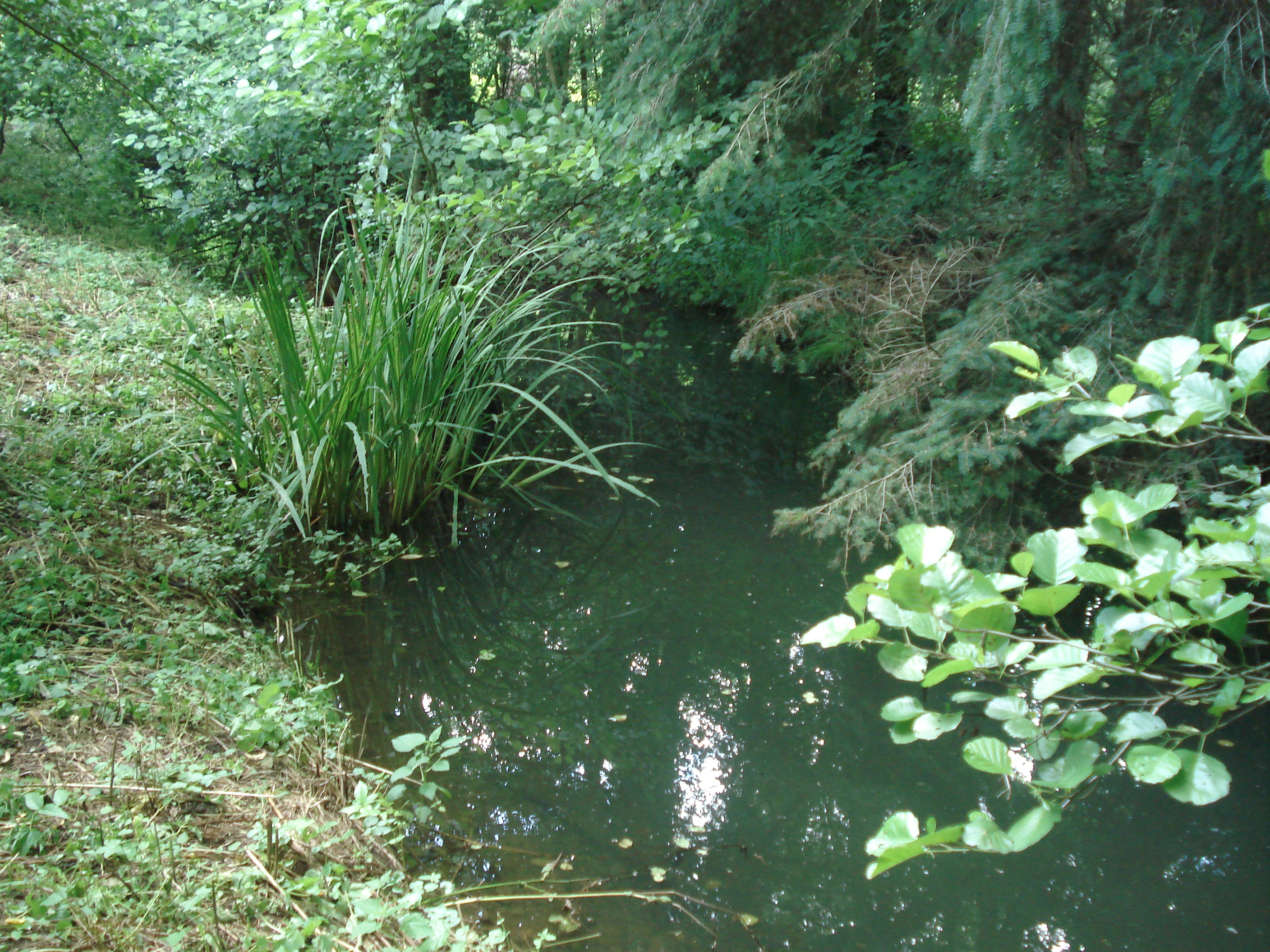
Der Romesbach

Direkte und indirekte Zuflüsse der Gersprenz

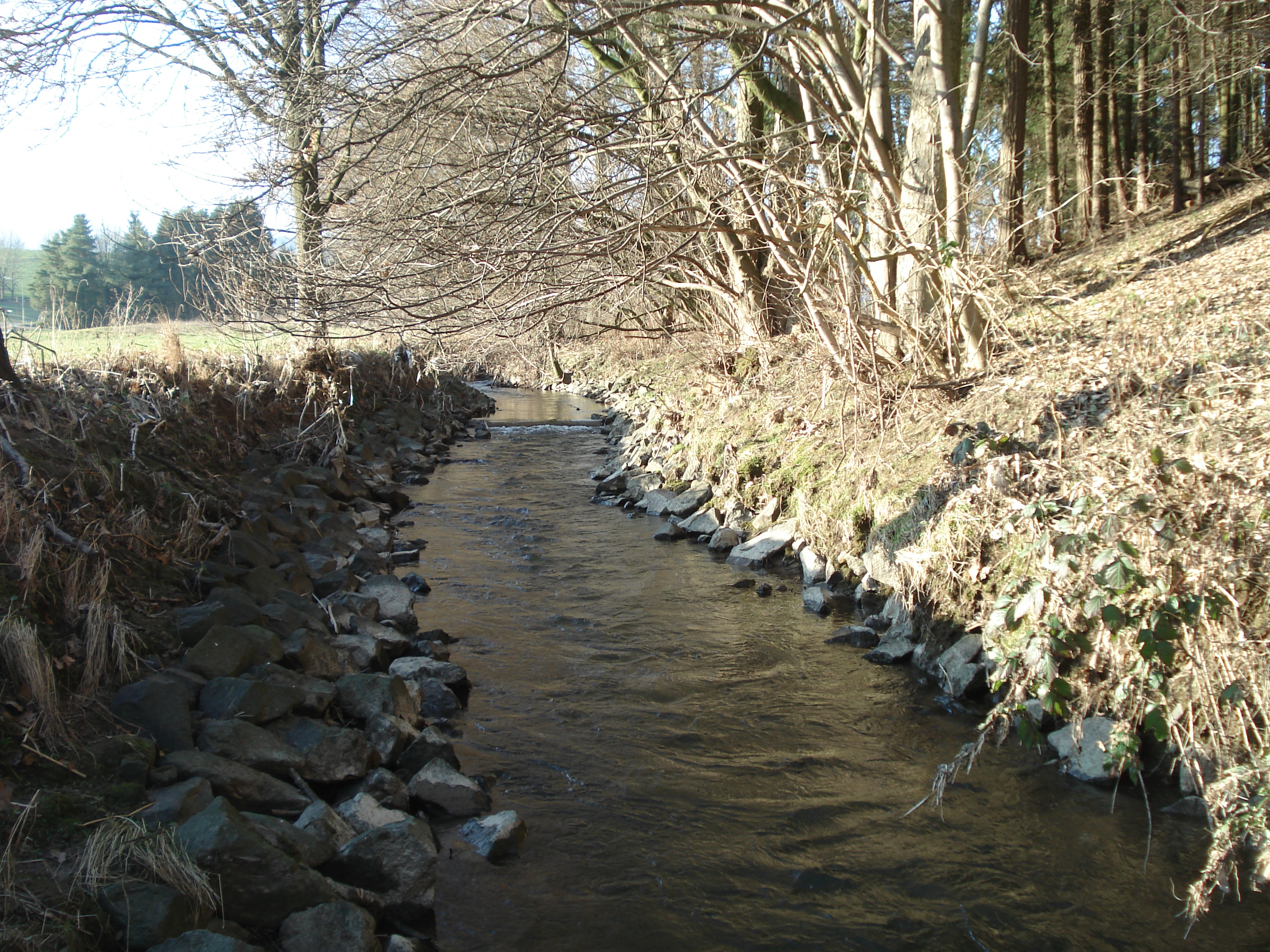
Der Mergbach

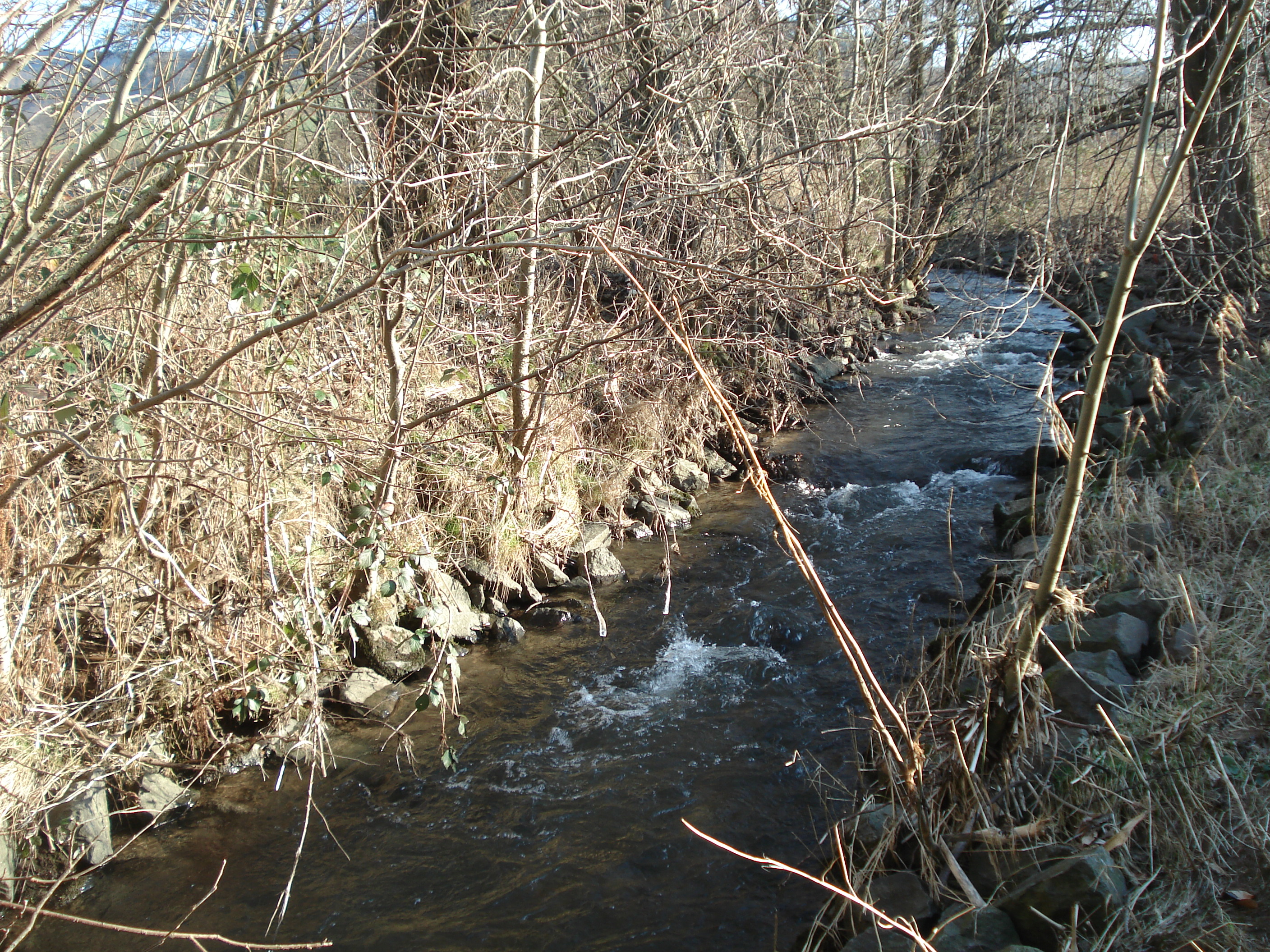
Der Osterbach

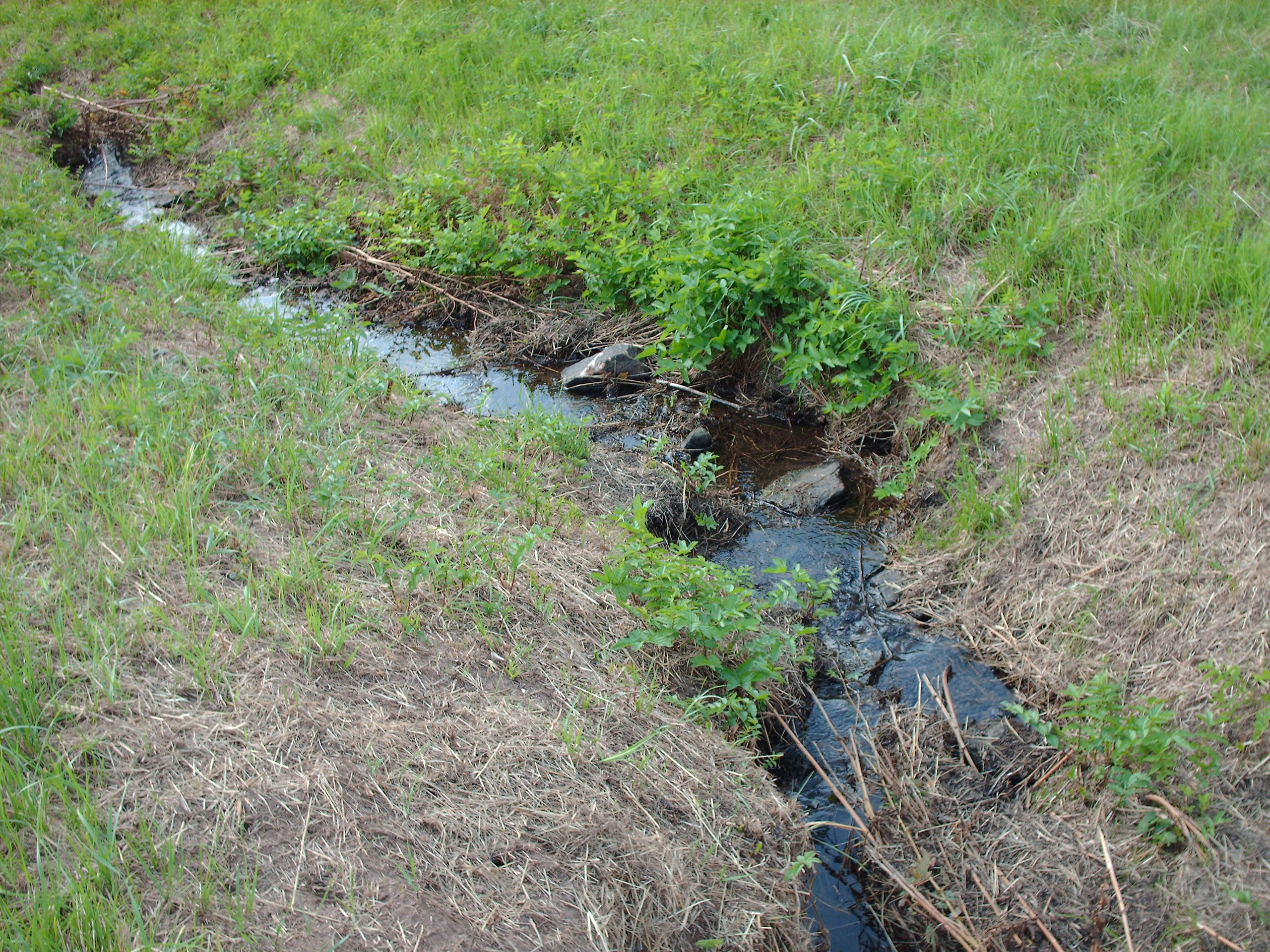
Der Kilsbach

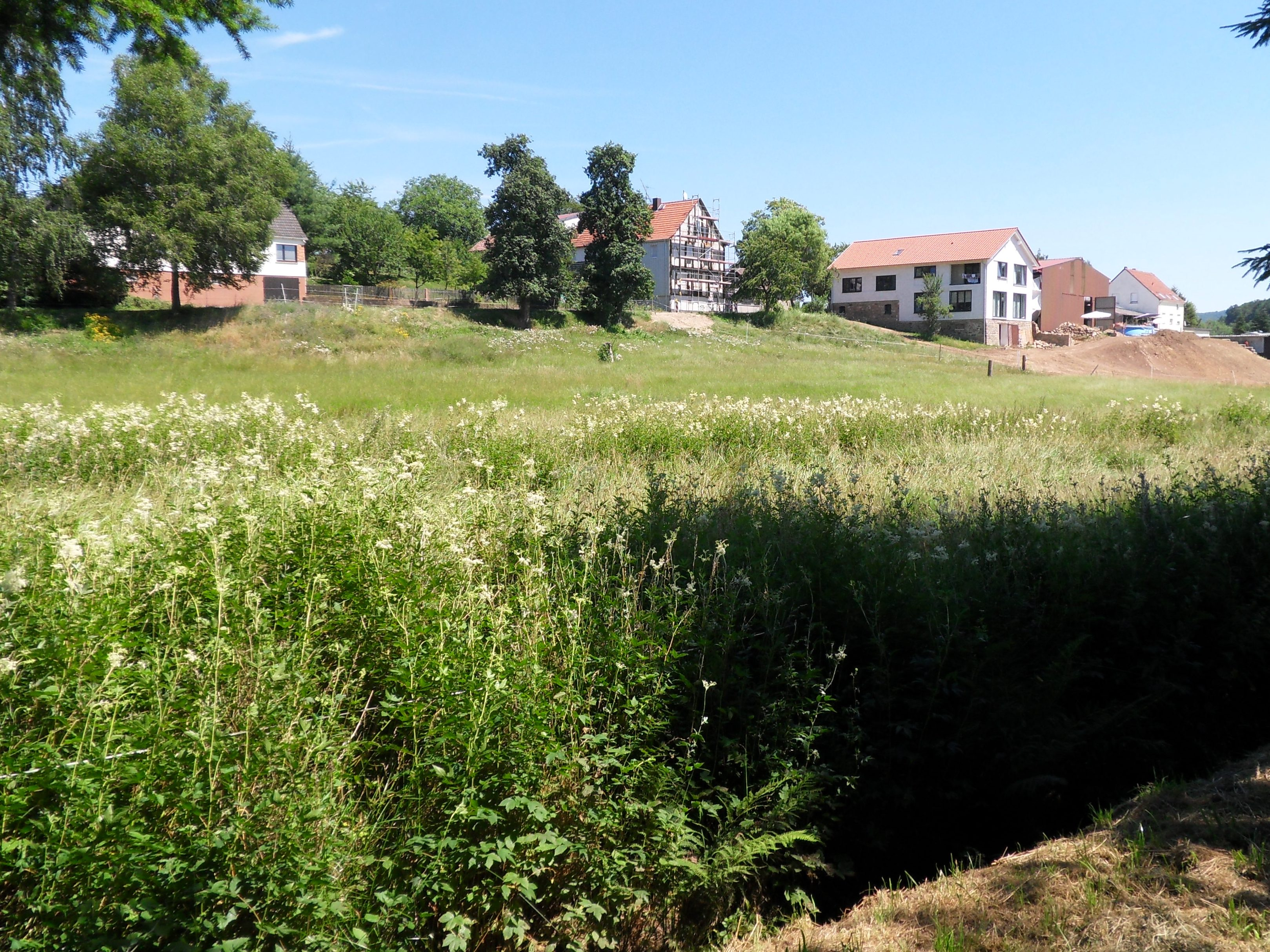
Der Bierbach

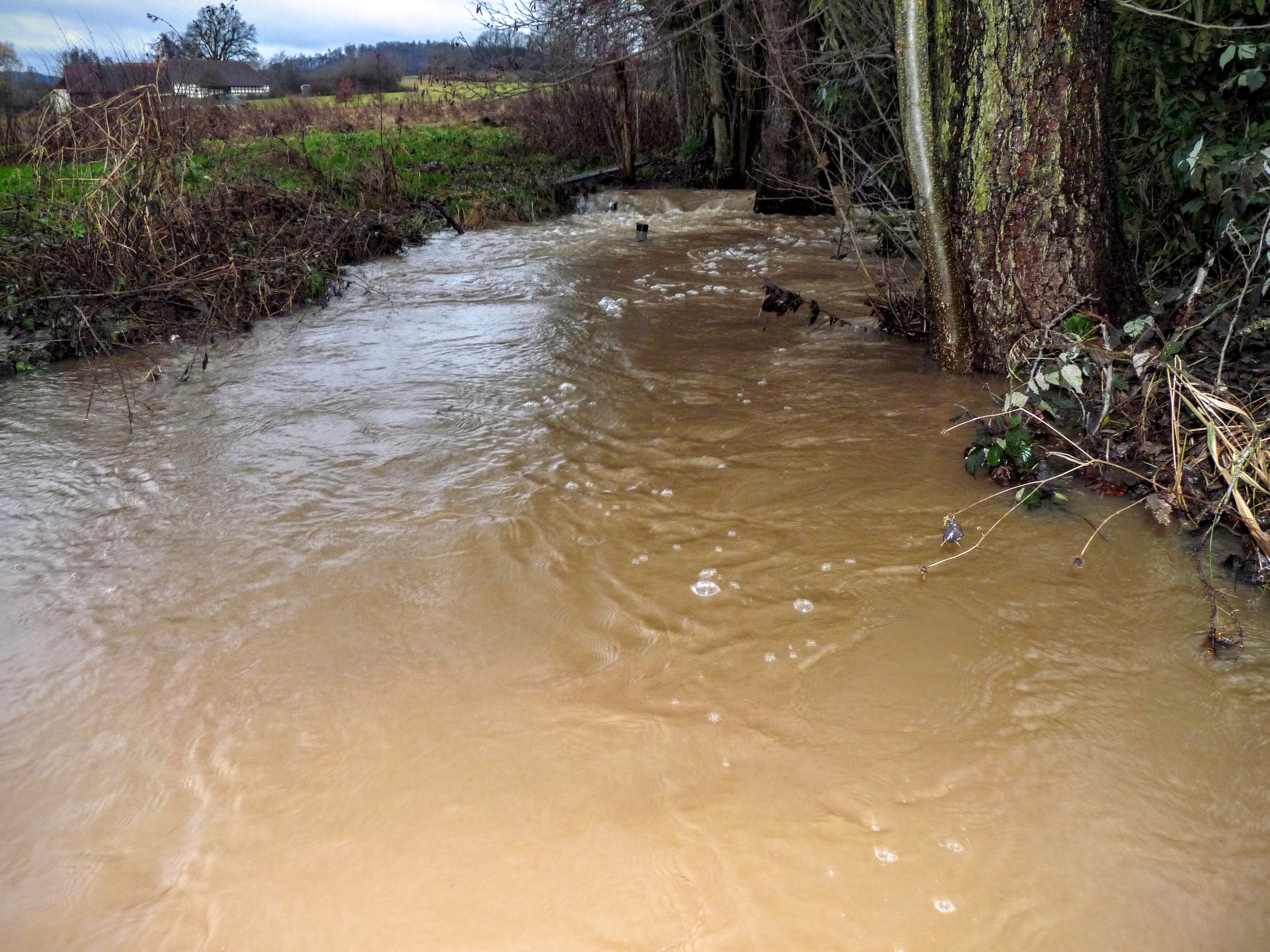
Der Michelbach bei Hochwasser

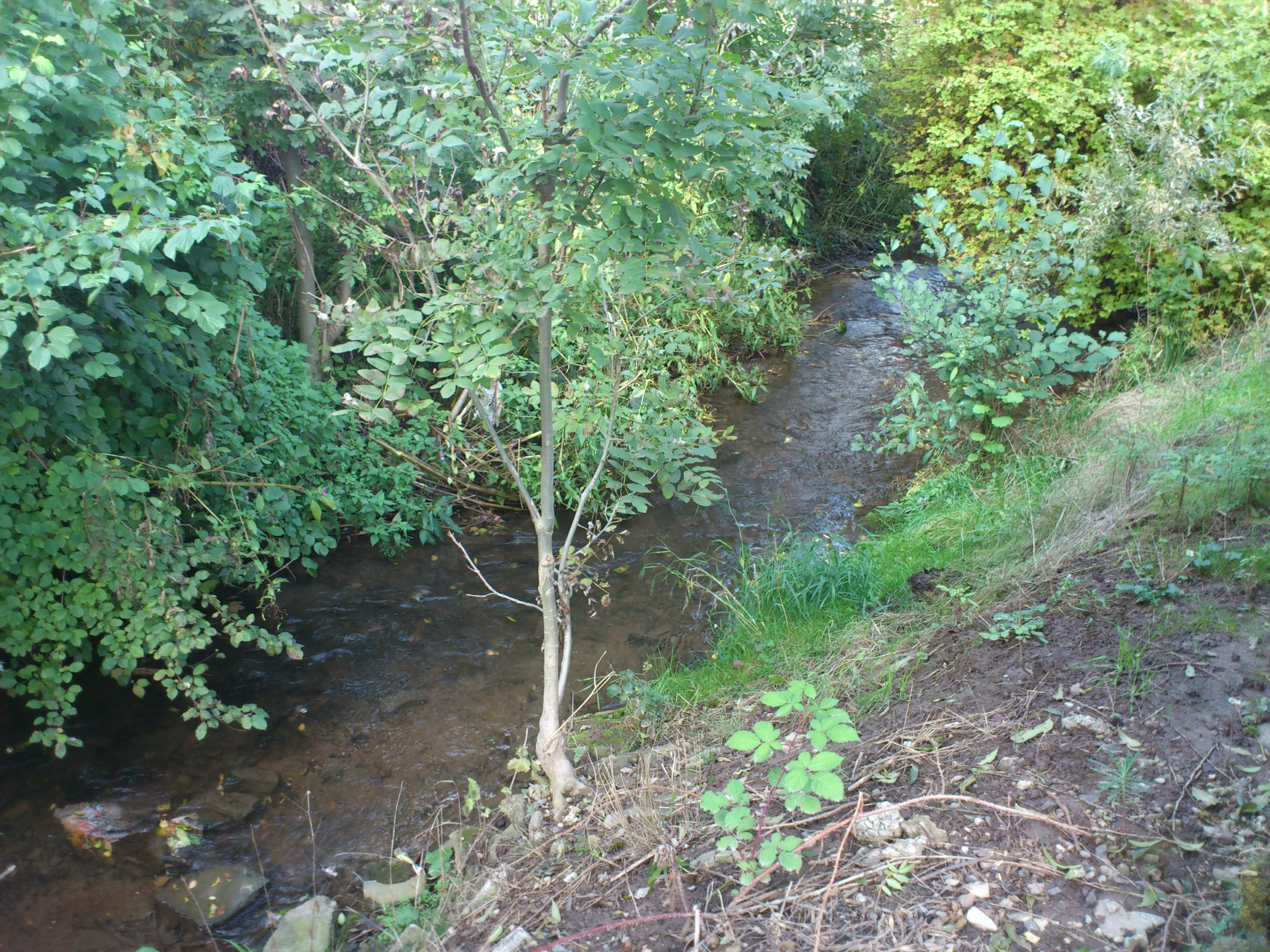
Der Fischbach

- Mergbach (linker Quellbach), 10,9 km
  - Zahlbach (rechts), 1,3 km
  - Marbach (rechts), 2,1 km
  - Bach an der Kniewiese (links), 1,4 km
  - Laudenauer Bach (links), 3,8 km
    - Bach von dem Kohl (rechts), 1,6 km

  - Benzenbach (rechts), 2,7 km
  - Schnepfenbach (rechts), 0,8 km
  - Beerbach (links), 1,1 km
  - Eberbach (links), 4,6 km
- Osterbach (rechter Quellbach), 7,0 km
  - Bach von der Dickhecke (rechts), 1,8 km
  - Erzbach (rechts), 2,9 km
  - Rohrbach (rechts), 4,0 km
  - Irrbach (links), 2,1 km
    - Lauchbach (rechts), 0,9 km

  - Formbach (rechts), 2,6 km
- Steinbach (rechts), 2,6 km
- Bach an dem Margrund (rechts), 1,0 km
- Bach an dem Seegrund (links), 1,5 km
- Bach von dem Vierstöck (rechts), 2,3 km
- Michelbach (links), 3,2 km
- Crumbach (Grumbach) (links) 2,3 km (mit Bach an der Frohndelle 4,0 km)
  - Bach an der Frohndelle (rechter Quellbach), 1,7 km
  - Güttersbach (linker Quellbach), 1,2 km
  - Schleiersbach (links), 2,0 km
  - Bach an dem Schreinersgrund (links), 3,0 km
- Kainsbach (Stierbach) (rechts), 6,1 km
  - Wünschbach (rechts), 1,8 km
  - Stierbach (rechts), 1,8 km
- Affhöllerbach (rechts), 4,5 km
- Kilsbach (rechts), 1,8 km
- Bierbach (links), 2,9 km
- Brensbach (rechts), 5,2 km
  - Hollerbach (rechts), 2,0 km
    - Höllerbach (links), 1,4 km
    - Bach von den Rehwiesen (links), 1,5 km
    - Matzbach (links), 1,3 km

  - Hältersbach (rechts), 1,6 km
- Kühbach (links), 1,0 km
- Moorbach (Dorfbach) (links), 1,4 km
- Kohlbach (rechts), 2,3 km
- Gräbenackersbach (links), 2,6 km
  - Kirchbach (rechts), 2,7 km
- Brechelser Floß (rechts), 1,4 km
- Fischbach (links), 9,7 km 
  - Bärlingsbach (rechts), 0,8 km
  - Steinbach (rechts), 3,5 km 
    - Steinbach (rechts), 1,0 km

  - Meßbach (rechts), 2,2 km
  - Nonroder Bach (rechts), 3,0 km
    - Bach von der Jostkirche (rechts), 1,0 km

  - Wolfsgraben (rechts), 1,2 km
  - Bach vom Eselsbrunnen (links), 1,0 km
  - Rodauer Bach (links), 2,9 km
    - Asbach (linker Oberlauf), 2,5 km
      - Bach von der Donnerbockswiese (links), 1,7 km

    - Johannisbach (rechter Oberlauf), 5,5 km
      - Lützelbach (rechts), 1,3 km
      - Hottenbach (rechts), 2,8 km

    - Bach von dem Nobkunz (links), 0,7 km
    - Bierbach (rechts), 1,6 km

  - Alte Bach (links), 1,3 km
  - Flurbach (links), 1,3 km
- Schaubach (links), 1,4 km
- Landwehrgraben (links), 1,1 km
  - Langer Graben (rechts), 2,8 km (mit Wembach 10,7 km)
  - Wembach, 7,9 km
    - Hahner Bach (links), 2,2 km

  - Dilsbach (links), 7,4 km
    - Litzelbach (rechts), 0,7 km
    - Reifelbach (links), 1,2 km
    - Bettenwiesengraben (links), 1,0 km
- Hirschbach (links) 5,0 km (mit Zeilharder Bach 7,5 km)
  - Weihersgraben[1] (links), 1,0 km (mit Säugraben 2,2 km)
    - Fellborngraben (Ochsengraben) (linker Quellbach), 0,4 km
    - Säugraben[1] (rechter Quellbach), 1,2 km

  - Zeilharder Bach[2] (rechter Quellbach), 2,5 km
- Erbesbach (Erbsenbach, Riedsbach[3]) (links), 9,0 km
  - Fischwasser (Hinterwiesengraben[4]) (links), 6,3 km 
    - Fischwasser (links), 3,0 km 
      - Engelswiesengraben (rechts), 1,1 km
        - Altstrutgraben (rechts) 0,7 km

      - Collerswiesengraben (links), 1,2 km

  - Stickesgraben (links) 4,3 km
  - Hehnesgraben (rechts), 2,4 km
- Glaubersgraben (Hermersgraben) (links), 4,4 km
  - Hermersgraben (links) 3,5 km
- Graben von der Fohlenweide (links), 4,7 km
- Erlenbach (links), 6,3 km

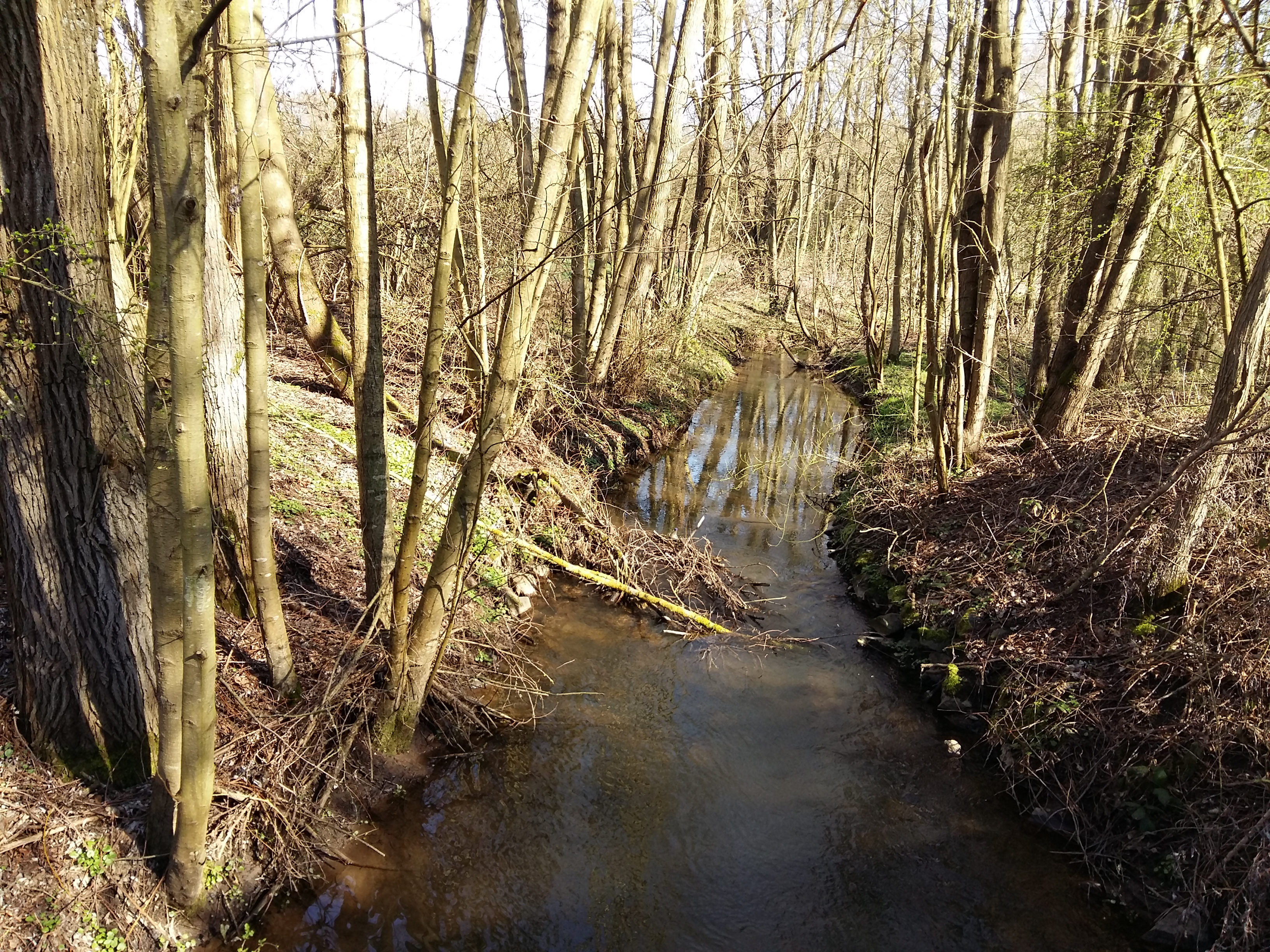
Die Semme

- Semme (Semder Bach) (rechts), 20,5 km
  - Hassenrother Bach (links), 1,8 km
  - Beerbach (rechts), 2,5 km
  - Bach von der Auwiese (links), 2,0 km
  - Ditzenbach (links), 0,5 km
  - Bach von der Aspe (rechts), 1,0 km
  - Schweinsgraben-Sandgraben (links), 5,9 km
  - Taubensemd (rechts), 4,4 km
  - Banngraben (links), 2,2 km

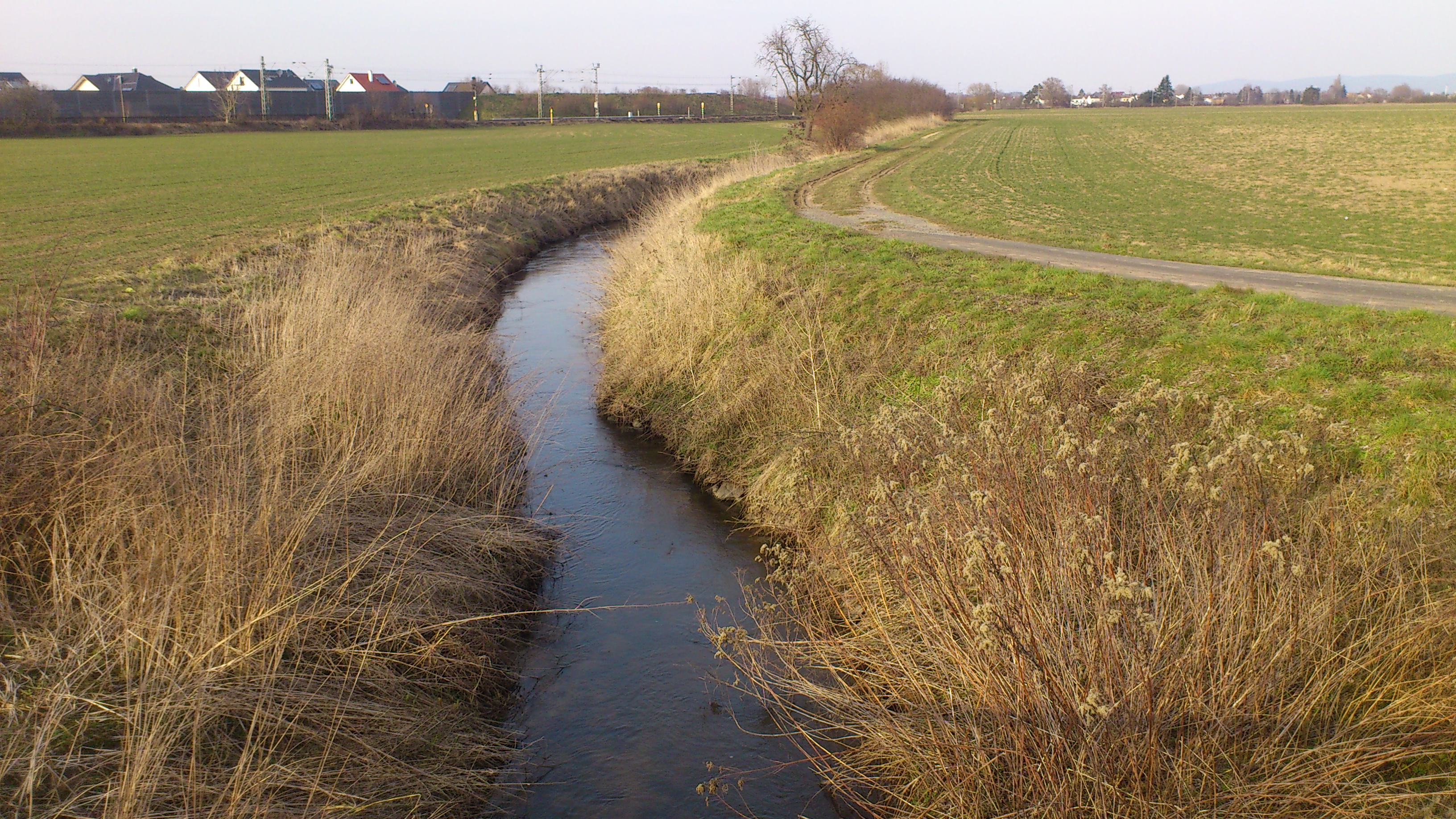
Der Ohlebach

- Ohlebach (rechts) 2,0 km (mit Richerbach 22,7 km)
  - Richerbach[5] (linker Quellbach) 11,8 km (mit Pferdsbach 20,7 km)
    - Pferdsbach[6] (linker Quellbach) 8,9 km
      - Heubach (links), 1,0 km
      - Hainborn (rechts), 0,1 km
      - Wiebelsbach (Pferdsbach) (links), 3,8 km
        - Wiebels-Bach (links), 1,6 km
        - Bach von dem Erlenstall (links), 1,3 km

      - Molsbach (links), 1,2 km
      - Eichgraben (links), 3,5 km

    - Wächtersbach[7] (rechter Quellbach), 3,5 km
    - Raibach (rechts), 3,5 km
      - Ohlbach (rechts), 1,4 km

    - Amorbach (rechts), 6,3 km Der Romesbach
    - Flurgraben (links), 1,5 km

  - Länderbach[7] (rechter Quellbach) 9,5 km
    - Kleestädter Bach (links), 4,1 km
    - Schlierbach (rechts), 3,1 km
- Lache (Neuer Graben) (links), 15,4 km
  - Neuer Graben (rechts), 1,8 km
  - Hegwaldbach (rechts), 8,3 km
- Romesbach (links)
- Speckgraben (links), 1,1 km